# 羅氏矛麗魚
羅氏矛麗魚，為輻鰭魚綱鱸形目隆頭魚亞目慈鯛科的其中一種，分布於南美洲巴西Xingu河流域，體長可達24.4公分，棲息水生植物生長的溪流、大水塘，生活習性不明。

## 擴展閱讀
維基物種上的相關：羅氏矛麗魚